# Plus lourd que l'air
« Plus lourd que l'air » est une expression inventée en 1863 par le photographe Nadar pour désigner les machines volantes ou aérodynes par opposition aux ballons ou aérostats.

## L'aérostation
La fin des années 1700 voit les débuts de l'aérostation, avec tout d'abord le ballon libre comme la Montgolfière. Pendant la centaine d'années qui suit, l'aviation n'existe pas ; les aéronautes utilisent des ballons, notamment pendant le siège de Paris en 1870. Mais le ballon libre a ses limites : il se déplace avec le vent, on ne peut pas le diriger.

## Ils défendent le plus lourd que l'air
En 1845, Gustave de Ponton d'Amécourt dit : « On cherchera vainement à résoudre le problème de la navigation aérienne tant qu'on ne commencera pas par supprimer le ballon. » Et aussitôt il avisa au moyen de s'élever dans les airs et de s'y diriger au moyen d'un appareil mécanique plus lourd que l'air… C'est par un mécanisme que l'oiseau vole, ce n'est pas à l'aide d'un gaz plus léger que l'air. 
Avant l'aviation, il y a eu l'aérostation que La Landelle, fondateur avec Nadar de la Société d'encouragement de la locomotion aérienne au moyen du plus lourd que l'air, appelait l'aérostagnation.
Nadar, pratiquant passionnément le ballon libre et initiateur de la photographie aérienne, en connaît les limites. Par son Manifeste de l'auto locomotion aérienne de juillet 1863, il veut « faire comprendre sa théorie du self aerial government, si absolument opposée à tout système basé sur l'indirigeable aérostation ». Il écrit : « Le ballon est un obstacle à la navigation aérienne. […] vouloir lutter contre l'air en étant plus léger que l'air, c'est folie. »
Le 30 juillet 1863, dans l'atelier photographique de Nadar, 35 boulevard des Capucines à Paris, Il tient une réunion qui a pour objet « la démonstration pratique et définitive de l'auto locomotion aérienne par la suppression de l'aérostat et l'emploi de l'hélice et des plans inclinés ».

### En 1863, le Manifeste de l'autolocomotion aérienne
Dans sa lettre au directeur de La Presse qu'il sollicite pour publier son Manifeste, il écrit : « J'affirme et je prétends démontrer la possibilité unique et exclusive de l'autolocomotion aérienne au moyens d'appareils plus lourds que l'air. » Dans La Presse du 7 aout 1863 on pourra lire : « Pour lutter dans l'air, il faut être spécifiquement plus lourd que l'air. Tout ce qui n'est pas absurde est possible. Tout ce qui est possible se fera. » Ce manifeste, reproduit dans le premier numéro du journal L'Aéronaute, en avril 1868, occupe une place importante dans l'histoire mondiale de l'aviation : c'est le premier texte qui défend la théorie du plus lourd de l'air face à l'aérostation qui est la seule pratique aéronautique à cette époque.
En 1864, dans Mémoires du Géant (son dernier ballon libre), il écrit que « la Locomotion Aérienne ne se fera que par les appareils spécifiquement plus lourds que l'air — à l'imitation de l'oiseau, qui n'est pas un aérostat mais une admirable machine […] ; que le mot du problème ne doit plus être demandé à l'aérostatique mais à la statique, à la dynamique, à la mécanique ; que, pour commander enfin à l'air, il faut se décider à être, non plus faible, mais plus fort que l'air ».

## L'essor du plus lourd que l'air
Nadar se lie d'amitié avec Clément Ader et le soutient dans ses recherches sur des appareils dotés d'ailes. En octobre 1890, Ader tente le premier vol sur avion motorisé. L'aéroplane sera ensuite exposé dans l'atelier du photographe, à Paris. 
En 1867, Nadar fonde avec Gabriel de La Landelle (qui a créé le terme aviation) la Société d'encouragement de la locomotion aérienne au moyen du plus lourd que l'air. La société publiera à partir d'avril 1868 la revue mensuelle L'Aéronaute.
En 1886, dans son roman Robur le conquérant, Jules Verne expose les motivations des partisans du plus lourd que l'air. Au chapitre III du roman, il expose d'ailleurs l'opposition des deux clans. En 1905, dans son roman Maître du monde, il imagine une machine polymorphe, à la fois sous-marin, bateau, voiture et avion rapide nommée « L'Épouvante », hommage au brevet d'aéroplane déposé par Alphonse Pénaud et Paul-Élie Gauchot.
Les années 1900 sont celles des pionniers de l'aviation, avec les frères Wright en Amérique, Santos-Dumont, Gabriel Voisin, Henri Farman et Blériot en France.
En juillet 1909, Louis Blériot traverse la Manche avec son avion, le Blériot XI. Nadar, qui a 89 ans, a la satisfaction de voir l'essor du « plus lourd que l'air » définitivement marqué par cette traversée, et lui adresse un télégramme : « Reconnaissance émue pour la joie dont votre triomphe vient de combler l’antédiluvien du plus lourd que l’air, avant que ses quatre-vingt-neuf ans soient sous terre. »